# ハイジ・J・ラーソン
ハイジ・J・ラーソン（英: Heidi J. Larson, 1957年4月21日-）は、アメリカの人類学者であり、ワクチン信頼性プロジェクトの創設者。ユニセフでグローバル免疫コミュニケーションを率いており、また「ワクチンの噂――どう広まり、なぜいつまでも消えないのか」の著者 。

## 教育と初期の経歴
司祭と公民権擁護家の娘であるラーソンは、マサチューセッツ州で育った
。
ラーソンは、大学卒業後、ヨルダン川西岸とネパールのセーブ・ザ・チルドレンで働いていた。海外で働くことで彼女は人類学に興味を持ち、最終的にはカリフォルニア大学をその分野で卒業した。彼女は博士号を取得した。彼女は1990年代にAppleやXeroxを含むいくつかの会社で働いた。彼女はユニセフに行き、従業員が仕事を遂行する方法に対するファックス機の影響を研究した。